# 마리아 피아 디 사보이아 왕녀
마리아 피아 디 사보이아 왕녀(이탈리아어: Maria Pia di Savoia, 포르투갈어: Maria Pia de Saboia 마리아 피아 드 사보이아[*], 1847년 10월 16일 ~ 1911년 7월 5일)는 포르투갈의 루이스 1세 국왕의 왕비이다.
사르데냐 왕국(현재의 이탈리아)의 지배를 받고 있던 토리노에서 이탈리아의 비토리오 에마누엘레 2세 국왕과 그의 아내인 아델라이트 폰 외스터라이히 여대공의 차녀로 태어났다. 1855년 1월 20일 어머니 아델라이트가 남동생 비토리오 에마누엘레를 낳고 산후 합병증으로 세상을 떠났다.
1862년 10월 6일에는 포르투갈 리스본에서 루이스 1세 국왕과 결혼했고 슬하에 2명의 아들(카를루스 1세 국왕, 아폰수 왕자)을 낳았다. 두 사람의 결혼은 연애 결혼이었지만 남편인 루이스 1세가 정부를 두면서 마리아 피아는 우울증에 걸리게 된다. 1889년 10월 19일에 루이스 1세 국왕이 사망하면서 왕태후 신분이 되었지만 1910년 10월 5일에 포르투갈에서 공화정 혁명(1910년 10월 5일 혁명)을 계기로 군주제가 폐지되면서 이탈리아로 귀환했다.

## 사진

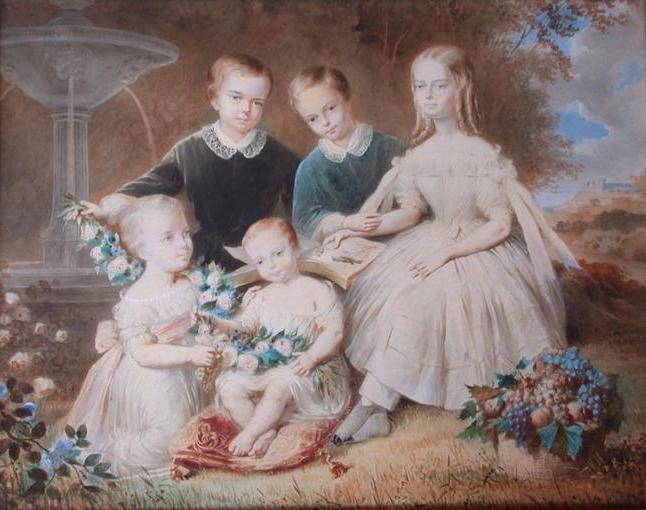
언니, 오빠들과 함께 있던 마리아 피아를 묘사한 그림 (1850년 제작)
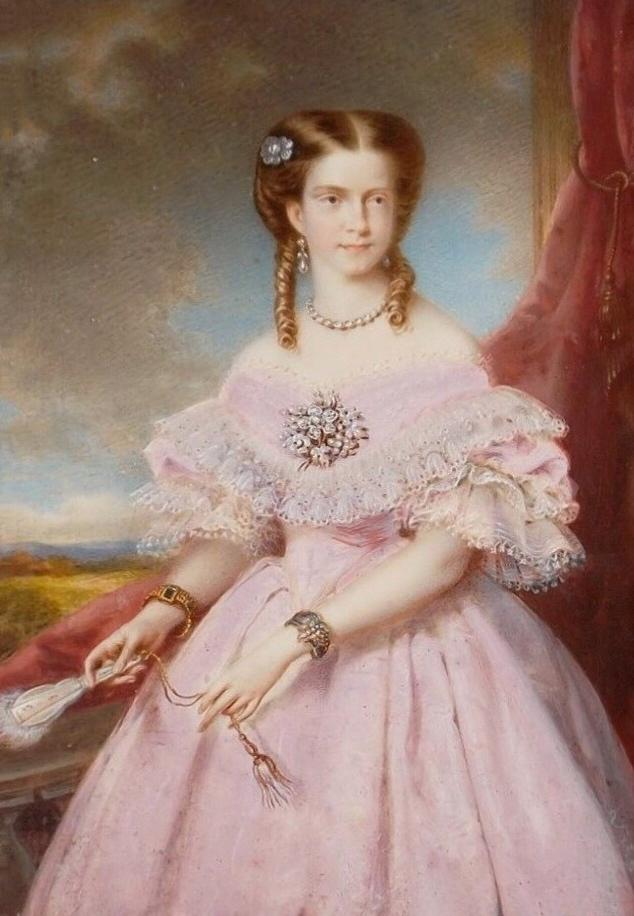
마리아 피아의 초상화 (1862년 제작)
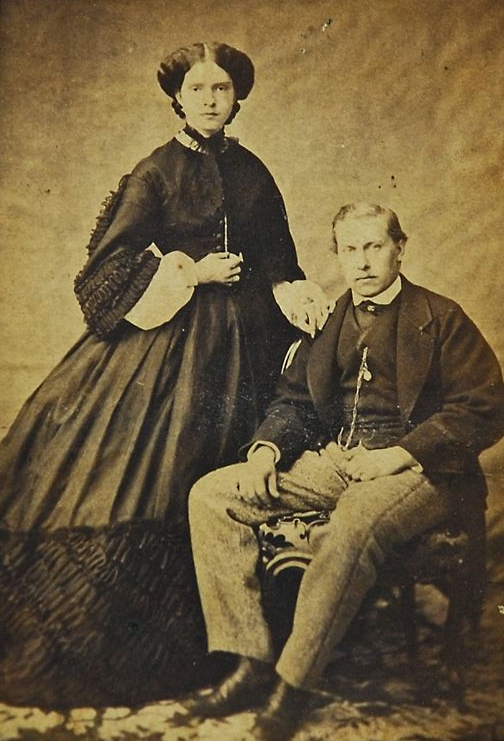
남편 루이스 1세와 함께 찍은 사진 (1862년 촬영)
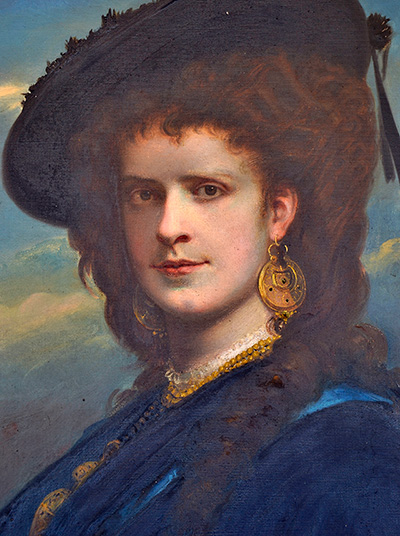
마리아 피아의 초상화 (1876년 제작)